# Fundamentos del diseño gráfico
Los fundamentos del diseño gráfico es el conjunto de elementos que ayudan a concebir, organizar, proyectar y realizar comunicaciones visuales u obras gráficas. Estas pueden ser producidas por medios generales o particulares que tienen como objetivo en común compartir un mensaje determinado a grupos específicos, a través de diferentes soportes, como folletos, carteles, medios digitales, etc.
Los elementos básicos del diseño son: el punto, la línea y el plano, el espacio y el volumen, el ritmo y equilibrio, la simetría y asimetría, la escala, la textura y el color, la figura y el fondo, jerarquía, retícula, tiempo y movimiento.

## Elementos básicos del diseño

### Punto, línea y plano
El punto es la unidad gráfica más pequeña de comunicación visual, es el elemento gráfico fundamental y por tanto el más importante. Un punto marca una posición en el espacio. Geométricamente no tiene dimensión y se puede localizar mediante una coordenada, usualmente "X"; tipográficamente marca el final de una frase u oración. Una serie de puntos forman una línea y una gran cantidad de ellos se convierten en una textura.
La línea es una serie infinita de puntos, es considerada como el trazo que deja el punto al moverse, o bien, como la unión de dos o más puntos. Genera dinamismo y define una dirección, posee longitud pero no anchura. Tiene una enorme energía, nunca es estética y es el elemento visual básico del boceto. Además la línea separa planos, y permite crear diferentes volúmenes y niveles.
El plano es el elemento ideal que sólo posee dos dimensiones: alto y ancho, y contiene infinitos puntos y rectas, se representan con una letra mayúscula ubicada en una de las esquinas. Permite fragmentar y dividir el espacio, de esta forma podemos delimitar y clasificar las diferentes zonas de nuestra composición.
El punto, la línea y el plano se consideran los elementos básicos del diseño, y a partir de ellos, se pueden crear imágenes, iconos, texturas, patrones, diagramas, animaciones e incluso tipografías. De hecho, cada uno de los diseños, por más complejos que sean, son el resultado de la interacción entre punto, líneas y planos.

### Espacio
Un objeto gráfico que abarca un espacio tridimensional posee espacio y volumen, es decir, tiene anchura y altura.
El volumen es un objeto gráfico que crea un espacio tridimensional con sus características de ancho, altura y profundidad. Se crea por medio de planos en movimiento y también perspectivas variando el tamaño, todo ello de manera ilusoria.
En cuanto al espacio, todo ocupa un lugar y puede ser visible e ilusorio dando una sensación de profundidad que realmente no hay. Lo crea la ubicación, el tamaño, posición o color que se le da a la forma a la composición.

### Ritmo y equilibrio
El equilibrio es una condición humana fundamental: requerimos un equilibrio físico para permanecer erguidos y caminar. En diseño, el equilibrio actúa como un catalizador de la forma: ancla y activa los elementos en el espacio. El equilibrio visual surge cuando el peso de uno o más elementos se distribuye de manera uniforme o proporcional en el espacio.
El ritmo, por otra parte, consiste en la repetición de un patrón regular y marcado. En el diseño gráfico, se utiliza el ritmo en la construcción de imágenes estáticas, así como en libros, revistas y en gráficos en movimiento que poseen duración y secuenciación. La mayoría de las formas del diseño gráfico busca ritmos que estén puntuados por el cambio y la variación.
El equilibrio y el ritmo trabajan juntos a favor de la creación de diseños dotados de estabilidad y funcionalidad.

### Simetría y asimetría
La simetría es la posición, forma y tamaño, respecto a un punto, una línea o un plano, de los elementos de un conjunto o de dos o más conjuntos de elementos entre sí. Ésta puede ser de izquierda a derecha, de arriba abajo o de ambas clases. Su objetivo es lograr el equilibrio, aunque no es el único medio para lograrlo, ya que los diseños asimétricos son a menudo más activos que los simétricos, y los diseñadores crean aquí el equilibrio introduciendo elementos que contrastan, colocándolos de manera que se contrarresten y originando así composiciones que permiten a la mirada vagar por ellas al tiempo que construyen una sensación de estabilidad.

### Escala
La escala es una serie de elementos de la misma especie, ordenados gradualmente en función de alguna de sus características o cualidades. Se puede considerar de modo objetivo y subjetivo. En el primer caso, se refiere a las dimensiones literales de un objeto físico. Y en el segundo, hace referencia a la impresión que el tamaño de un objeto produce sobre una persona.
La escala puede depender del contexto. Un mismo elemento gráfico puede parecer más grande o más pequeño según el tamaño, ubicación y colores que lo rodean.

### Textura
La textura es el grano táctil de las superficies y sustancias, nos ayuda a comprender la naturaleza de las cosas. La textura incrementa el nivel de detalle de una imagen, proporciona una cualidad general distintiva a su superficie, y recompensa la mirada que la observa desde cerca. Muchas de las texturas que manipulan en diseño gráfico, existen como efectos ópticos y como representación, el espectador no las experimenta físicamente.

### Color

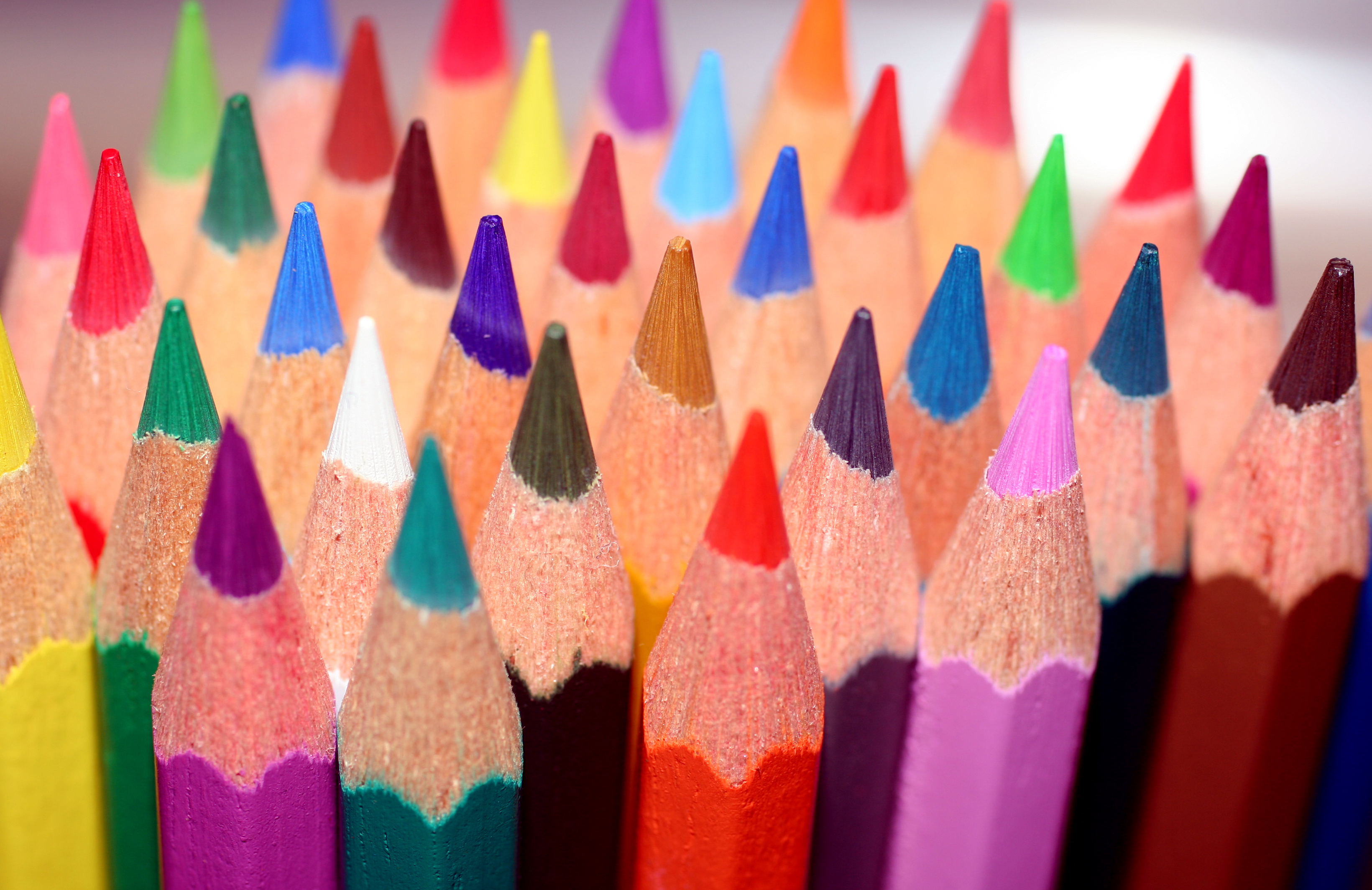
Lápices de colores

El color es una percepción visual que se genera tanto en el cerebro del humano como en animales al interpretar las señales nerviosas que le envían los foto receptores en la retina del ojo, que a su vez interpretan y distinguen las distintas longitudes de onda que captan de la parte visible del espectro electromagnético. Todo cuerpo iluminado absorbe una parte de las ondas electromagnéticas y refleja las restantes. Las ondas reflejadas son captadas por el ojo e interpretadas en el cerebro como distintos colores según las longitudes de ondas correspondientes.
El color puede transmitir un estado de ánimo, describir la realidad o codificar la información. Sirve para diferenciar y para establecer conexiones, para subrayar y también para ocultar. Con ayuda del contraste, la armonía y las buenas combinaciones de las gamas cromáticas, se pueden generar distintas experiencias con los espectadores.
El ojo humano puede distinguir entre 10000 colores y aquí no solo se habla de color del espectro solar, RGB, sino también a los neutros negro, blanco y grises, además de sus variaciones cromáticas según la percepción y sus propiedades materiales: tono, saturación y brillo.

### Figura y fondo
Las relaciones entre figura y fondo conforman la percepción visual. Una figura (forma) se ve siempre con relación a lo que lo rodea (fondo), como sucede con las letras y la página.
El diseño gráfico busca a menudo un equilibrio entre figura y fondo, y utiliza su relación para dotar a la forma y espacio de orden y energía. Construye contrastes entre forma y contraforma con el fin de crear iconos, ilustraciones, logotipos, composiciones y patrones que estimulen al ojo.

### Forma
La forma es todo lo visible,  tiene una forma en que el ojo percibe e identifica el objeto..

### Jerarquía
La jerarquía es el orden que adoptan los diferentes rangos que se ostentan dentro de un grupo social o en un cuerpo de texto. El orden jerárquico existe prácticamente en todo lo que conocemos, se expresa a través de distintos sistemas de nomenclaturas.
La expresión del orden es una de las tareas fundamentales del diseñador. Sin ella, la comunicación gráfica resulta monótona y de difícil navegación.

### Retícula
Una retícula es una red de líneas, que, por lo general, corren horizontal y verticalmente en incrementos y ritmo uniforme, si bien pueden ser también sesgadas, irregulares o incluso circulares.
Las retículas ayudan a alinear los elementos correlativamente, ya que se crea una estructura subyacente que unifica las páginas de un documento y optimiza el proceso de maquetación, además de organizar el contenido activo de la página o el formato que estemos utilizando. Además de ofrecer un fundamento lógico y de punto de partida para toda composición, convierten cualquier área en blanco, en un campo con estructura y uniformidad.

### Tiempo y movimiento
El tiempo y el movimiento son dos principios estrechamente relacionados entre el punto. Toda palabra o imagen que se mueve, opera tanto espacial como temporalmente. El movimiento es un tipo de cambio que tiene un lugar en el tiempo.
En el diseño gráfico se emplean múltiples técnicas para obtener una sensación de cambio y movimiento. Sobre todo, en las publicaciones digitales actuales.